# Stefano Sensi
Stefano Sensi (Urbino, 5 augustus 1995) is een Italiaans voetballer die doorgaans als defensieve middenvelder speelt. Hij tekende in januari 2015 bij US Sassuolo, dat hem overnam van AC Cesena. Sensi debuteerde in 2018 in het Italiaans voetbalelftal.

## Clubcarrière
Sensi is afkomstig uit de jeugd van AC Cesena. Op 28 november 2012 debuteerde hij in de Coppa Italia tegen Atalanta Bergamo. Tijdens het seizoen 2013/14 en het seizoen 2014/15 werd hij verhuurd aan San Marino Calcio. Op 5 september 2015 debuteerde Sensi in het shirt van Cesena in de Serie B tegen Brescia. Zijn eerste competitietreffer volgde op 3 oktober 2015 tegen Livorno. In januari 2016 legde US Sassuolo vijf miljoen euro op tafel voor de handtekening van de verdedigende middenvelder. Hij maakt het seizoen af bij AC Cesena.

## Interlandcarrière
Sensi speelde in Italië –17 en Italië –20. Hij debuteerde op 20 november 2018 in het Italiaans voetbalelftal, in een met 1–0 gewonnen oefeninterland tegen de Verenigde Staten. Seni maakte in zijn tweede interland zijn eerste doelpunt voor het nationale elftal. Hij zorgde toen met een kopbal voor de 1–0 in een met 6–0 gewonnen EK-kwalificatiewedstrijd thuis tegen Liechtenstein.

## Erelijst
| Serie A    | 1x | 2020/21 |
| Supercoppa | 1x | 2021    |